# Marisa Allasio

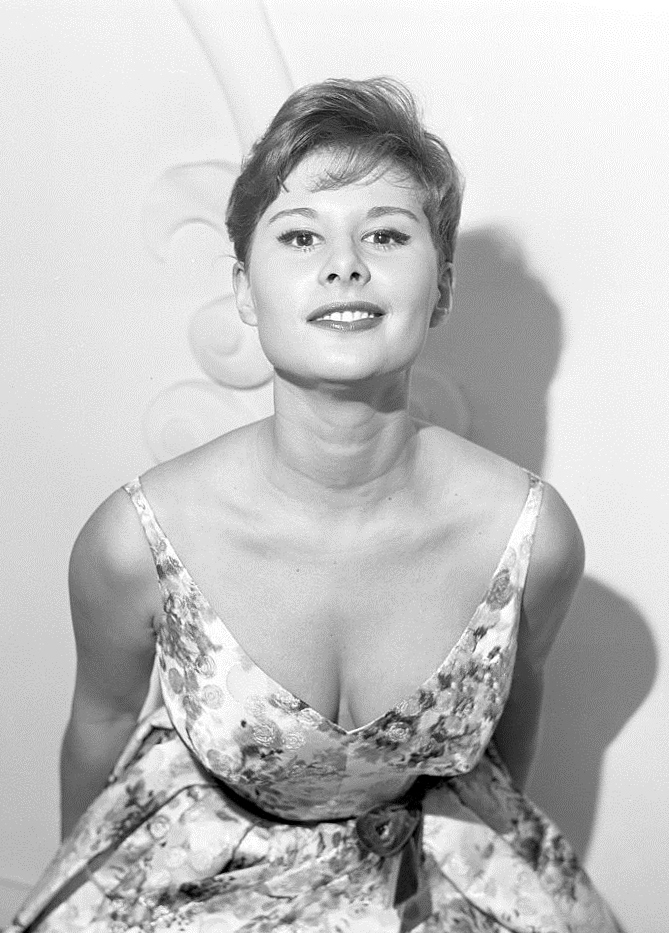
Marisa Allasio en 1958.

Marisa Allasio (née le 14 juillet 1936 à Turin) est une actrice italienne. Sa carrière se déroule en Italie, essentiellement dans la deuxième moitié des années 1950.

## Biographie
Maria Luisa Lucia Allasio dite « Marisa Allasio  » est née à Turin. Elle est la fille de Federico Allasio, gardien de but qui joua à Gênes et Turin, et de Lucia Rocchietti.
Elle débute à l'âge de 17 ans par une brève apparition dans Perdonami, un drame de Mario Costa avec Raf Vallone. Peu après, elle est découverte par le producteur Carlo Ponti qui la fait tourner dans Cuore di mamma (it). Son premier rôle important est celui où elle a pour antagoniste Virna Lisi dans Les dix-huit ans (un remake de Leçon de chimie à neuf heures). En 1956 elle obtient un rôle dans Guerre et Paix de King Vidor.
Elle se rend célèbre par son personnage de Giovanna dans Pauvres mais beaux, une comédie de Dino Risi sortie en 1957 (tournée l'année précédente), rôle qui lui confère, par une apparition dans un bikini mettant en valeur ses formes, le statut de véritable sex symbol. Elle impose ici un personnage qui, tout au long de sa courte carrière, lui restera attaché de film en film : elle y incarne la jolie fille coquette qui fait tourner la tête des hommes tout en conservant cependant dans ses rapports avec eux une certaine part d'ingénuité. Elle apparut comme une version italienne de Brigitte Bardot, le dévergondage en moins, son personnage affichant toujours le respect des principes moraux. On retrouve ce personnage avec quelques variations dans les films suivants : Beaux mais pauvres (qui constitue en quelque sorte la suite de Pauvres mais beaux), Marisa de Mauro Bolognini où elle interprète une marchande de glace à Civitavecchia, Camping le premier film de Franco Zeffirelli, et jusqu'à son dernier film: Venise, la lune et toi de Dino Risi où elle donne la réplique à Alberto Sordi.
En 1957 elle fait une incursion dans le domaine de la comédie musicale avec Les Sept Collines de Rome de Roy Rowland en compagnie du ténor américain Mario Lanza, ainsi que dans celui du péplum  avec Sous le signe de la croix de Guido Brignone.
Elle met fin à sa carrière, après son mariage, le 10 novembre 1958, avec le comte Pier Francesco Calvi di Bergolo (1933-2012), fils de la princesse Yolande de Savoie (fille aînée du roi Victor-Emmanuel III), qu'elle a rencontré l'année précédente au festival du film de Venise.

## Filmographie complète
- 1952 : Pardonne-moi (Perdonami!) de Mario Costa
- 1953 : Les Héros du dimanche (Gli eroi della domenica), de Mario Camerini
- 1954 : Ballata tragica, de Luigi Capuano
- 1954 : Cuore di mamma, de Luigi Capuano
- 1955 : Les dix-huit ans (Le diciottenni), de Mario Mattoli
- 1955 : La Chasse aux maris (Ragazze d'oggi)' de Luigi Zampa
- 1956 : Guerre et Paix (War and Peace)
- 1956 : Maruzzella, de Luigi Capuano
- 1956 : Pauvres mais beaux (Poveri ma belli) de Dino Risi
- 1957 : Voyage de plaisir (Camping), de Franco Zeffirelli
- 1957 : Sous le signe de la croix (Le schiave di Cartagine), de Guido Brignone
- 1957 : Marisa, de Mauro Bolognini
- 1957 : Beaux mais pauvres (Belle ma povere), de Dino Risi
- 1957 : Susanna à la crème (Susanna tutta panna), de Steno
- 1958 : Les Sept Collines de Rome (The seven Hills of Rome), de Roy Rowland
- 1958 : Carmela è una bambola (it), de Gianni Puccini
- 1958 : Nus tels que Dieu les créa (de) (Nackt wie Gott sie schuf), de Hans Schott-Schöbinger
- 1958 : Venise, la lune et toi (Venezia, la luna e tu), de Dino Risi